# Philodromus vulpio
Philodromus vulpio är en spindelart som beskrevs av Simon 1910. Philodromus vulpio ingår i släktet Philodromus och familjen snabblöparspindlar.
Artens utbredningsområde är Namibia. Inga underarter finns listade i Catalogue of Life.